# 2,4-二氯苯氧乙酸
2,4-二氯苯氧乙酸（英語：2,4-dichlorophenoxyacetic acid），也称2,4-二氯苯氧基乙酸，通稱2,4-滴或2,4-D。植物生长调节剂和除草剂。纯的2,4-D为白色无臭晶体，难溶于水，易溶于有机溶剂。按植物种类的不同施用不同的剂量，可以促进插条生根，果实早熟，防止落花落果等作用。但是如果剂量使用不当，也会使植物受到严重伤害。
在越南战争中被美军作为落叶剂和除草剂所广泛使用的橙剂，它的主要成分就是2,4-D和与其化学性质类似的2,4,5-三氯苯氧乙酸。

## 历史
2,4-D是由英国洛桑试验站的研究人员在朱达·赫希·夸斯特尔的领导下于第二次世界大战期间发现的，当时的研究目的是为了在战时提高农作物的产量。2,4-D在1946年商业化销售之后，迅速成为第一例成功的选择性除草剂并大大提高了种植小麦、玉米、稻以及其他谷类饲料作物农田中的杂草控制。因为2,4-D只杀死双子叶植物（阔叶植物）而留下单子叶植物（禾本科植物）。

## 作用方式
2,4-D是以一种人工合成的植物生长素。它被叶片吸收后转运至植物的分生组织，随后使得植物不受控制且不可持续的生长，导致茎干卷曲，叶片萎蔫，最终造成植物的死亡。2,4-D通常是以铵盐的形式使用的。

## 制造
2,4-D是卤代苯氧型除草剂系列中的一种，其他包括：
- 2,4,5-三氯苯氧乙酸（2,4,5-T）
- 2-甲基-4-氯苯氧乙酸（MCPA）
- 2-（2-甲基-4-氯苯氧基）丙酸(mecoprop, MCPP)
- 2-（2,4-二氯苯氧基）丙酸(dichlorprop, 2,4-DP)
- 4-（2,4-二氯苯氧基）丁酸（2,4-DB）

2,4-D是由氯乙酸和2,4-二氯苯酚合成的，而2,4-二氯苯酚是由苯酚氯化合成的。2,4-D也可由苯氧基乙酸氯化合成。生产过程中会生成几种杂质，包括异构体、单氯酚和其他多氯苯酚以及他们相应的苯氧基乙酸。

### 二噁英杂质
某些方法合成的2,4-D会受到二噁英类杂质的污染，国际癌症研究机构将2,3,7,8-四氯二苯并二氧杂苯（TCDD）列为“对人类有确认的致癌性”的物质。2,4-D中的二噁英类杂质主要是带有两个或三个氯原子的二噁英类物质。2,4-D的味道是由分解产生的2,4-二氯苯酚造成的。小剂量的2,4-D对肝脏有毒性，能导致肝功能指标升高、黄疸、急性肝炎，并产生对小叶和门脉炎症指示的毒性反应，并且已有过一些高尔夫球爱好者长期在使用2,4-D作为除草剂的高尔夫球场打球，并经常触碰高尔夫球后，产生永久性肝损伤导致肝硬化的病例报道。 

## 毒性

### 癌症危险性
对于2,4-D致癌危险性，多个研究得出截然相反的结果，多个不同组织采取的立场也各不相同。1987年国际癌症研究机构（IARC）将包括2,4-D、2-甲基-4-氯苯氧基乙酸、2,4,5-三氯苯氧乙酸在内的苯氧羧酸类除草剂归为2B级致癌物质，即“对人类可能致癌”。1990年对内布拉斯加州东部地区农民的研究结果显示，虽然其他农药特别是有机磷杀虫剂可能与非霍奇金氏淋巴瘤有关，但实质上2,4-D仍与患非霍奇金氏淋巴瘤风险的增加有关。
1995年一个由13位科学家组成的专门小组针对已发表的关于2,4-D致癌性研究的毒理学和流行病学文献做了评估后得出了一个与此之前的研究有所分歧的观点，他们认为毒理学数据没有为预测2,4-D是人类致癌物的结论提供一个坚实的基础。流行病学研究给出的关于2,4-D和非霍奇金淋巴瘤之间有关联的证据是暗示性的仍需要进一步调查。

## 外部連結
- 2,4-二氯苯氧乙酸 in the Pesticide Properties DataBase (PPDB)
- 2,4-D RED Facts
- 2,4-D: The Wrong Symbol for Pesticides（页面存档备份，存于）